# 臥里屯駅
臥里屯駅（がりとんえき）とは、中華人民共和国黒竜江省大慶市龍鳳区に位置する浜洲線の駅。

## 歴史
- 1944年　開業。

## 隣の駅
中華人民共和国鉄道部
浜洲線
安達駅 - 臥里屯駅 - 大慶東駅
座標: 北緯46度28分06秒 東経125度12分42秒 / 北緯46.468195度 東経125.211651度